# SN 2008ep
SN 2008ep – supernowa typu Ia odkryta 3 sierpnia 2008 roku w galaktyce UGC 826. W momencie odkrycia miała maksymalną jasność 18,10m.